# سفارة أوكرانيا في السعودية
سفارة أوكرانيا في السعودية هي أرفع تمثيل دبلوماسي لدولة أوكرانيا لدى السعودية. تقع السفارة في الرياض وهي تهدف لتعزيز المصالح الأوكرانية في السعودية.

## وصلات خارجية
- الموقع الرسمي
- قائمة سفارات أوكرانيا
- قائمة السفارات في السعودية